# Wakhan

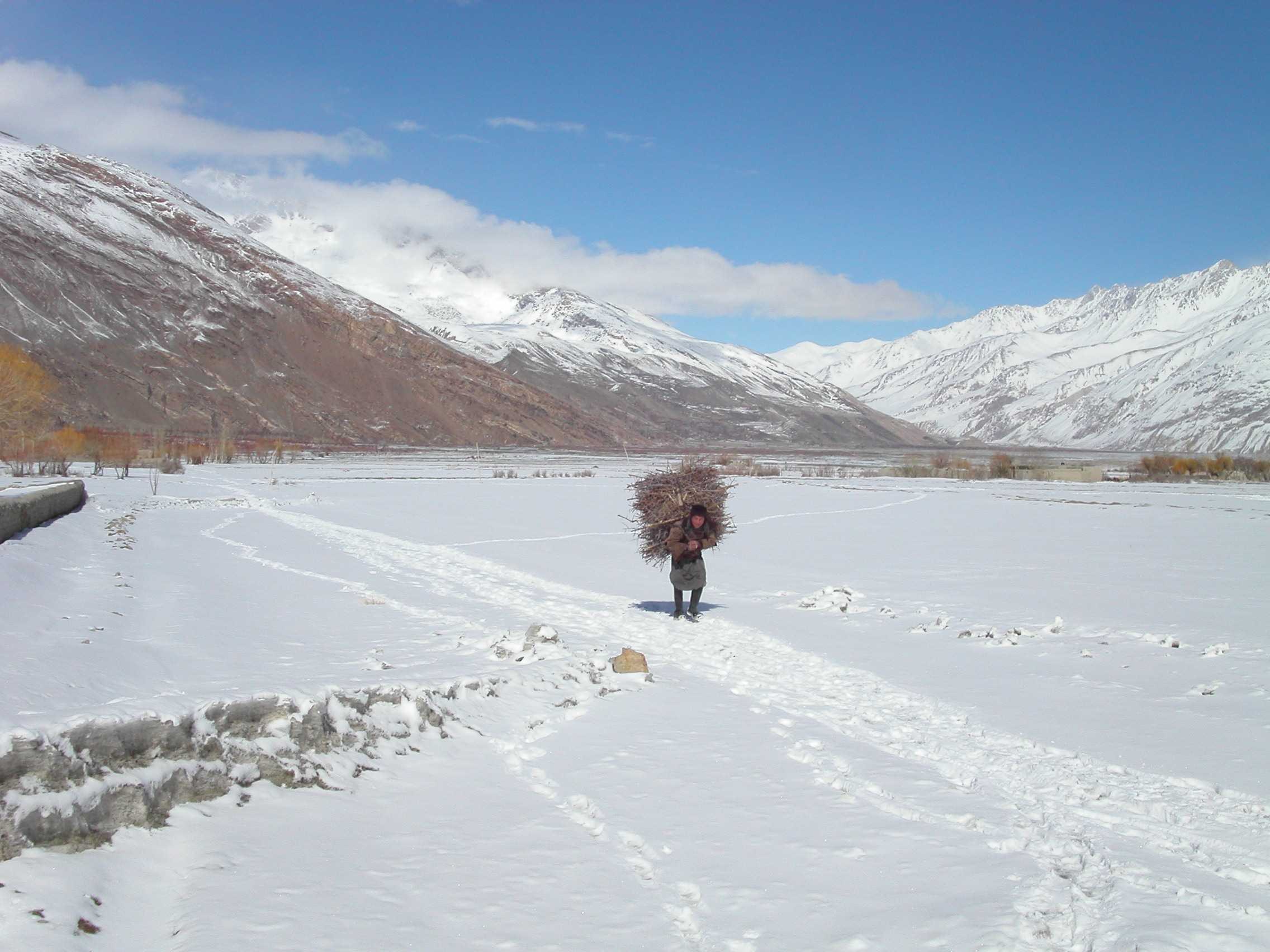
El Corredor de Wakhan

El Wakhan o Vakhan - en persa i paixtu ,واخان en tadjik Вахон - és un territori muntanyós de l'Afganistan, part de les muntanyes Pamir i Karakoram, i un districte de la província de Badakhshan. Wakhan està escassament poblat. La població s'estima en 10.600 habitants. La llengua habitual és el vakhi o wakhi, del grup ètnic conegutc pel mateix nom. Hi viuen també nòmades quirguís.

## Geografia

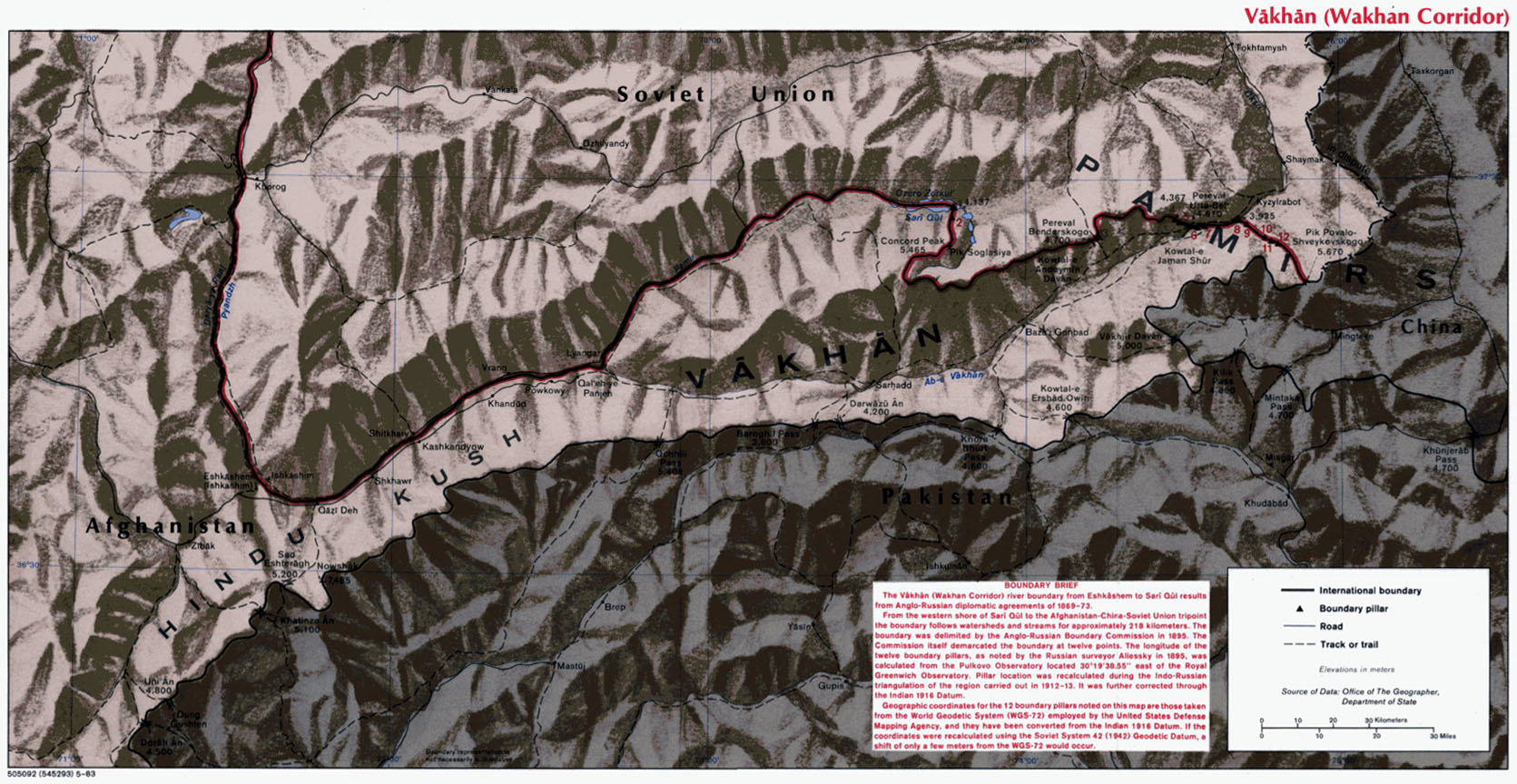
Wakhan i rodalia

A Wakhan neix l'Amudarià (Oxus) i fou antiga ruta de pas dels viatgers entre Badakhxan i Tarim. Fins a 1883 el Wakhan incloïa la vall sencera del riu Panj i el riu Pamir, així com el flux superior del riu Panj conegut com a riu de Wakhan. Un acord de 1873 entre el Regne Unit i Rússia va repartir el Wakhan delimitant esferes d'influència per als dos països als rius de Panj i Pamir, i un acord entre la Gran Bretanya i l'Afganistan el 1893 confirmava la nova frontera. Des de llavors, el nom de Wakhan és referit generalment al sud dels dos rius, a la part afganesa. La part del nord del Wakhan històric és ara part de la Província Autònoma de Gorno-Badakhshan al Tadjikistan.
L'única carretera al Wakhan és una pista des d'Ishkashim, passat Qila-e Panja, fins a Sarhad-e Broghil. Porta al final de la carretera al pas de Wakhjir, un port de muntanya a la Xina que està tancat per a viatgers.
La part occidental del Wakhan, entre Ishkashim i el Qila-e Panja, es coneix com a Baix Wakhan, i inclou la vall del riu Panj. Les valls del Riu Wakhan, el Riu Pamir i els seus afluents, i les terres entre ells, són coneguts com a Alt Wakhan.
L'extrem oriental de l'Alt Wakhan s'anomena el Pamir Knot, l'àrea on les muntanyes de l'Himàlaia, Tian Shan, Karakoram, Kunlun, i les serres d'Hindu Kush es troben. L'Oest del Pamir Knot és el Petit Pamir, una vall amb herba llarga de 100 km i 10 km d'ample que conté el llac Chaqmaqtin i el naixement de l'Aksu o riu Murghab. Al final oriental del Petit Pamir hi ha la Vall Tegermansu, des d'on el Pas Tegermansu tancat (4.827 metres) condueix a la Xina. El Gran Pamir o Big Pamir, una vall llarga de 60 km al sud de Zorkol, regat pel Riu Pamir, està situat al nord-oest del Petit Pamir.
La serralada que divideix els dos Pamirs es coneix com la Serralada de Nicolau. A l'oest de la serralada de Nicolau, entre el Gran Pamir i la vall més baixa del riu Wakhan, hi ha la Serralada de Wakhan, que culmina en el Koh-e Pamir (6.320 metres)

## Història
Històricament el Wakhan ha estat una regió important durant milers d'anys donat que és on es troben les porcions occidental i oriental de l'Àsia central. Wakhan occidental (Xiumi) fou conquerit en la primera part del segle I per Kadfises, el primer "Gran Kushan", i era un dels cinc xihou o principats que formaven el nucli del regne Kushan original. A les fonts xineses és esmentat des del segle VII amb els noms de Hu-mi, Po-ho i alguns altres. El pelegrí Hiuen-Tsang esmenta els ulls verds de la població de Ta-mo-si-t'ie-ti (aquesta forma del nom no ha pogut ser explicada) i diu que la capital era Hun-t'o-to (Khandud) amb una vihara budista. El 745 els xinesos (general Kao-sien-tse) i els tibetans van lliurar una gran batalla al Wakhan.
Al-Istakhri esmenta el país i diu que era poblat d'infidels i diu que hi naixia l'Oxus. Al-Masudi qualifica als seus habitants erròniament de turcs i esmenta als awkhans (wakhans), tubbats (tibetans) i ayghans (desconeguts); això va fer pensar que la dinastia que governava al país era d'origen turc encara que no ho fos la població. Els Hudud al-alam donen el nom de Wakhan a la residència del rei del país (shahr) de Sikashim, però probablement era al revés: Wakhan era el país i Ishkashim la capital; a Kh.mdadh (Khundad) hi havia els principals temples dels wakhanis i "a l'esquerra" hi havia una fortalesa dominada pels tibetans. També s'esmenta la província fronterera (sarhadd) més llunyana de Transoxiana: Samarkandak, habitada per hindis, tibetans i wakhanis, que seria la moderna Sarhadd.
Fins a 1883 Wakhan era un principat als dos costats dels rius Panj i Pamir, governat per un sobirà hereditari (mir) amb la seva capital a Qila-e Panja. Durant els anys 1880, sota pressió de la Gran bretanya, Abd al-Rahman Khan l'emir de l'Afganistan imposava el domini afganès al Wakhan.
Els acords entre la Gran Bretanya i Rússia l'octubre del 1872 i febrer de 1873 i entre la Gran Bretanya i Afganistan el 1893 repartiren l'àrea històrica de Wakhan fent dels rius Panj i Pamir la frontera entre l'Afganistan i l'Imperi Rus. A la seva cara sud, l'acord sobre la Línia Durand de 1893 marcava el límit entre Índia Britànica i l'Afganistan. Això deixava una banda estreta de terra com a zona tampó entre els dos imperis. La frontera fou establerta per tractat del març de 1895 que reconeixia als russos els territoris al nord de l'Oxus i a l'Afganistan els del sud i amb l'anomenat corredor de Wakhan; la frontera en aquesta zona no fou demarcada fins al 1964). El Wakhan afganès va quedar dins la província del Badakhxan, format per 7 comarques (d'oest a et): Warg, Urgand, Khandud, Kalayi, Pandja, Baba-Tangi, Nirs-wa-Shalak i Sarhadd; a més incloïa el territori anomenat del Petit Pamir regat pel Wakhan Darya i escassament habitat; hi havia 64 pobles (a la part sota domini rus només eren 27).
Els wakhanis, d'origen iranià i molts amb ulls blaus ja van cridar l'atenció dels xinesos per aquesta característica; la llengua wakhi forma part de l'iranià oriental i la parlaven unes deu mil persones cap a 1988.
El 1949, quan completava Mao Zedong el domini comunista de la Xina, les fronteres foren tancades permanentment, aïllant la ruta de caravana vella de dos mil anys i convertint el corredor en un atzucac. Durant la Guerra afganosoviètica el desembre de 1979 a petició del seu govern, ocuparen el Wakhan i construïren posicions militars a Sarhad-e Broghil i en alguns altres llocs. Per facilitar l'accés construïren un pont a través del Riu Pamir a Prip, prop de Gaz Khan. Tanmateix, l'àrea no fou objecte de combats. Els soviètics es van retirar el 1990 i els islamistes van ocupar la zona. Des de 1992 fou part del territori de la república islàmica; quan els talibans van prendre el poder el 1996 la zona va restar en poder del govern enderrocat, conegut com a Aliança del Nord, fins a l'ocupació americana la tardor del 2001. Durant l'ocupació americana, que encara dura, no hi ha hagut tampoc combats.